# Starý Mateřov
Starý Mateřov település Csehországban, a Pardubicei járásban. Starý Mateřov Dubany, Třebosice, Barchov, Čepí, Pardubice és Jezbořice településekkel határos. Lakosainak száma 942 fő (2024. január 1.).

## Népesség
A település lakosságának változását az alábbi diagram mutatja:
| Lakosok száma | 425  | 395  | 477  | 431  | 400  | 518  | 591  | 666  | 808  | 942  |
|               | 1869 | 1900 | 1921 | 1961 | 1980 | 2011 | 2016 | 2019 | 2021 | 2024 |